# یوسفلی (آق‌دام)
یوسفلی (به ترکی آذربایجانی: Yusifli) یک منطقه مسکونی در جمهوری آذربایجان است که در شهرستان آق‌دام واقع شده‌است.